# Joseph Gallieni
Joseph Simon Gallieni (n. 24 aprilie 1849, Saint-Béat, Midi-Pyrénées, Franța – d. 27 mai 1916, Versailles, Seine-et-Oise, Franța) a fost un soldat francez, cel mai activ în calitate de comandant militar și administrator în coloniile franceze si a terminat cariera lui în timpul Primului Război Mondial. El a fost făcut mareșal al Franței postum în 1921. Istoricii, cum ar fi Blond Georges, Vasile Hart Liddell, și Henri Isselin Gallieni de credit cu a fi inteligenta de ghidare din spatele victoriei franceze în Bătălia Prima Marne în 1914.

## Tinerețea și cariera

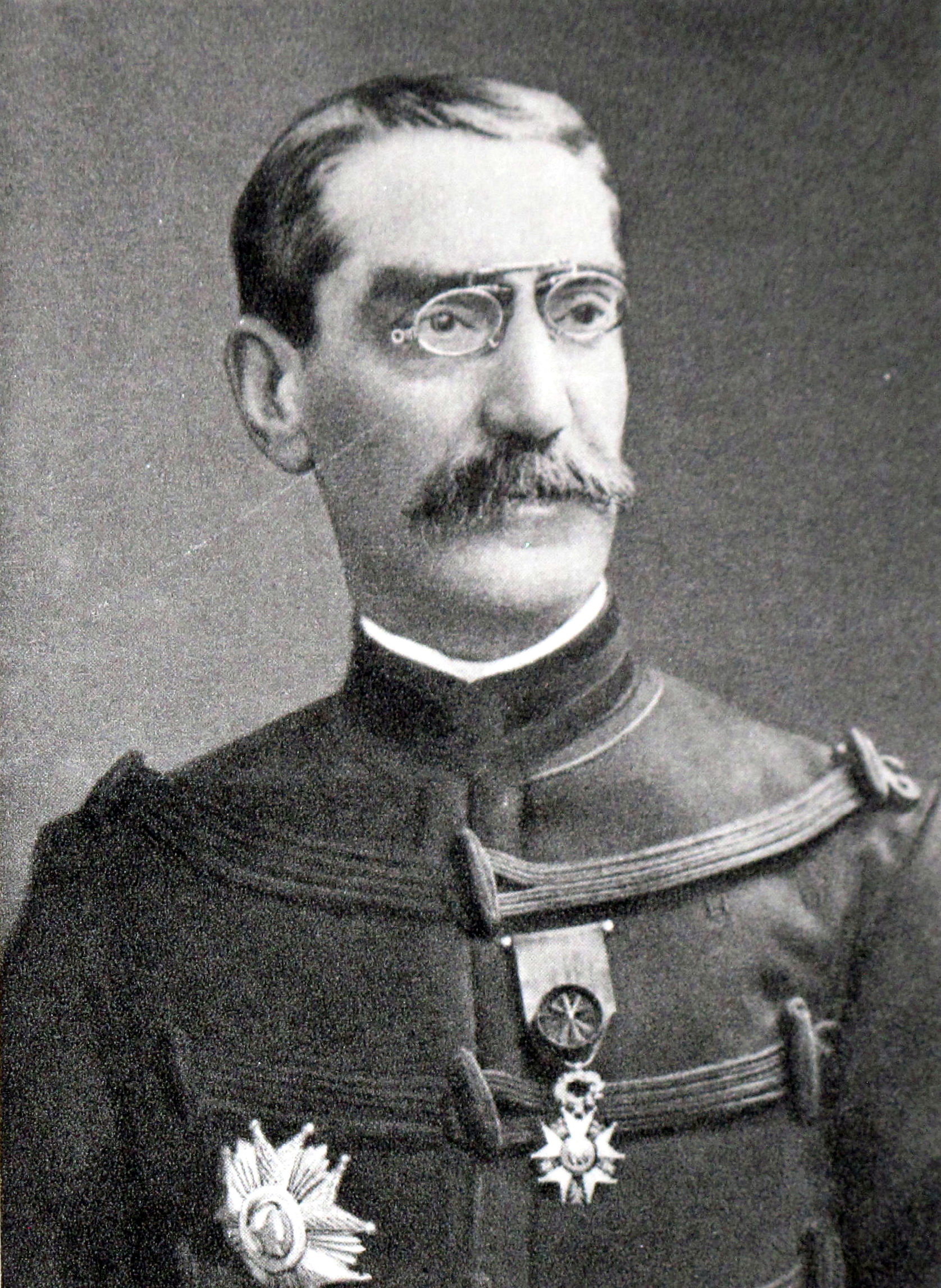
Înfățișarea lui Joseph Gallieni, când se afla în tinerețea vieței sale.

Gallieni sa născut în Saint-Beat, în departamentul Haute-Garonne. El a fost educat la Militaire Prytanée în La Flèche, iar apoi Ecole Militaire Speciale de Saint-Cyr, devenind un al doilea locotenent în Regimentul de infanterie marină treilea înainte de servire în războiul franco-prusac. El a fost promovat locotenent în 1873 și în 1878 căpitanul. El a fost ulterior publicat în Africa, în mijlocul anilor 1870, luând parte la explorări și expediții militare diferite.
După ce a servit în Martinica, Gallieni a fost facut guvernator al Sudanul Francez, timp în care a înăbușit cu succes o rebeliune de insurgenți sudaneze sub Mahmadu Lamine. Din 1892-1896 a slujit în Indochina Franceza comanda doua divizie militară a teritoriului, înainte de a fi expediate către Madagascar, unde a servit ca guvernator până în 1905. Acolo el a suprimat din nou o revoltă, de data aceasta de către forțele monarhiste. În Madagascar, Gallieni implementat "ulei de la fața locului", metoda, care continuă să influențeze teoria contrainsurgență la această zi.
O alegere preferată pentru comandant suprem al armatei franceze în 1911, a scăzut Gallieni poziție în favoarea lui Joseph Joffre, invocând vârsta avansarea și probleme de sănătate.

## Primului Război Mondial
Retrage din armată în aprilie 1914, a fost rechemat Gallieni în august pentru a ajuta la apărarea de la Paris, înainte de prima bătălie de la Marna. Joffre, abtine de influență Gallieni și reputația, marginalizați rolul lui Gallieni într-o măsură. Joffre l-au ținut la lungimea brațului de la sediul central, deși se crede că energia Gallieni și previziune a fost salvat ceea ce Paris de la germani. În timp ce creditul pentru apărarea cu succes de la Paris a fost în mare parte atribuită Joffre, faptul că unele Gallieni crezut a câștigat de fapt, bătălia a determinat o dată Joffre să remarcăm celebră, "Je ne sais pas qui l'o gagnée, mais je sais qui bien l ' aurait Perdue. " (Nu stiu cine a castigat [lupta], dar eu știu bine cine ar fi pierdut ".).
Gallieni a văzut o oportunitate de a ataca atunci când armata germană Prima avansat spre est, la începutul lunii septembrie, trimiterea Armatei șasea grevă flancul său, și graba, ulterior, la rezervele față de taxiuri rechiziționat ca răspuns la germani contra-atacuri. La văzut "armata taxi" transferul de trupe în față, Gallieni a făcut una dintre cele mai des remarci-citate ale Primului Război Mondial: "Eh bien, voilà au moins qui n'est pas banal!" ("Ei bine, aici, cel puțin este ceva ieșit din comun!"). Efectele reale ale "armatei taxi" pe victoria franceză de la Marne poate să fi fost mai modestă decât mitul.
Gallieni, ulterior, a servit ca ministru de Război în octombrie 1915 înainte de culcare, citând din nou probleme de sănătate martie 1916; relația sa cu Joffre sa dovedit unul certăreț, în special de-a lungul tacticile folosite de la Verdun. Tulpina de birou de mare au spart starea lui de sănătate deja fragilă, Joseph Gallieni a murit in mai 1916. El a fost post-mortem făcut mareșal al Franței, în 1921.